# The Devil's Walk
The Devil's Walk est le quatrième album studio du musicien allemand Apparat. Il a été lancé le 27 septembre 2011 par Mute Records.
On y retrouve notamment la chanson Goodbye, qui est la chanson du générique de la série télévisée Dark.

## Pistes
| No  | Titre                  | Durée |
| --- | ---------------------- | ----- |
| 1.  | Sweet Unrest           | 3:33  |
| 2.  | Song of Los            | 4:34  |
| 3.  | Black Water            | 4:42  |
| 4.  | Goodbye (d)            | 4:29  |
| 5.  | Candil de la Calle     | 4:37  |
| 6.  | The Soft Voices Die    | 4:22  |
| 7.  | Escape                 | 5:46  |
| 8.  | Ash/Black Veil         | 5:44  |
| 9.  | A Bang in the Void     | 6:01  |
| 10. | Your House Is My World | 3:54  |